# Владимир Филатов
Владимир Петрович Филатов (псеудоним "Воталиф"; 15. (27.) фебруар 1875, село Михајловка, Пензанска губернија - 30. октобар 1956, Одеса ) - совјетски научник, офталмолог, хирург, проналазач, песник, сликар, мемоарист, академик, редовни члан Академије наука Украјинске ССР (од 1939) и Академије медицинских наука Совјетског Савеза (од 1944), доктор медицине, професор  .
Оснивач је и први директор (1936.-1956.) Института за очне болести и терапију ткива Националне академије медицинских наука Украјине. За читав период свог живота, Филатов је написао око 460 научних радова и монографија. Бавио се и друштвеним и политичким активностима – изабран је за делегата на Ванредном конгресу совјета Украјине, био је посланик Одеског градског већа народних посланика више сазива, посланик Врховног совјета Украјинске ССР од 1., 2., 3. и 4. сазива, члан уређивачких одбора многих часописа и извршни уредник часописа Офталмолошки часопис .
Филатов је херој социјалистичког рада (1950), носилац четири ордена Лењина (1944,1948, 1950,1954), oрдена Црвене заставе рада ( 1938 ) и Ордена Отаџбинског рата 1. степена (1945), лауреат Стаљинове награде, одликован је низом осталих одликовања.
Филатова научна делатност достигла је врхунац увођењем у праксу новог принципа лечења очних и других оболења помоћу конзервисаних ткива.  Филатов је са операцијом у Москви, 10. фебруара 1943., повратио вид на десно око познатог руског снајпера - Василија Зајцева. 

## Биографија

### Ране године
Владимир Петрович Филатов је рођен 15. (27.) фебруара у селу Михајловка, Протасовскаја волост, Сарански округ, Пензанска губернија (данас Љамбирски рајон, Република Мордовија). Његов отац, Петар Федорович Филатов, био је високообразован лекар, специјалиста хирургије и очних болести. Породица Филатов потицала је од осиромашених племића  и скоро сви су били повезани са медицином - четири од шесторице браћа Петра Федоровича били су лекари, други су постигли значајан успех у животу: Михаил је био инжењер, Абрам је био акушер-гинеколог, Нил је био талентован педијатар, оснивач руске педијатрије, Федор је успешан земски лекар, Борис је успешан адвокат, а Николај је такође познати лекар . Године 1882. Владимир се заједно са породицом преселио у Симбирск (данас Уљановск )  .